# Edisoft
Edisoft est une entreprise portugaise fondée en 1988. Elle est spécialisée dans les technologies pour applications militaires et spatiales.